# نيك شادويك
نيك شادويك (بالإنجليزية: Nick Chadwick)‏ (26 أكتوبر 1982 ستوك أون ترينت المملكة المتحدة) هو لاعب كرة قدم بريطاني يلعب كمهاجم.

## روابط خارجية
- نيك شادويك على موقع قاعدة بيانات كرة القدم.إي يو (الإنجليزية)
- نيك شادويك على موقع Soccerbase.com (لاعب) (الإنجليزية)
- نيك شادويك على موقع Soccerway.com (الإنجليزية)
- نيك شادويك على موقع عالم كرة القدم.نت (الإنجليزية)